# Rupturile
Rupturile – wieś w Rumunii, w okręgu Dolj, w gminie Murgași. W 2011 roku liczyła 118 mieszkańców.